# 柳州戰鬥 (國軍內戰)
柳州戰鬥發生於1929年6月7日－18日，地點則是在中國桂中一帶，是國民革命軍內部所發生的內戰戰鬥之一。柳州戰鬥的交戰雙方，一方為湘軍，另一方為桂軍。